# Eugen Erhardt
Eugen Karl Erhardt, född 6 november 1889 i Stuttgart-Feuerbach, död 6 mars 1972 i Storkyrkoförsamlingen,Stockholm
, var en tysk svensk medaljgravör och guldsmed.
Han var son till Jacob Erhardt och Louise Koch. Han blev svensk medborgare 1947.
Erhardt studerade vid Höhere Staatliche Fachschule für Edelmetallindustrie i Schwäbisch Gmünd 1903–1908, han var elev vid Grossherzogl Kunstgewerbeschule i Pforzheim 1908–1914. Han var under åren 1914–1918 delaktig i första världskriget och vid krigsslutet kunde han återvända till Pforzheim för att avsluta sina studier. Vid sidan av skolstudierna fick han privatundervisning i figurteckning av Julius Müller-Salem. Erhardt var mångsidig som guldsmed och ciselör vilket ledde till samarbeten med åtskilliga guldsmedsföretag i Pforzheim. Han gjorde sig även känd som en mycket duktig medaljgravör och blev som sådan ofta pristagare vid olika konstnärliga tävlingar. Bland hans arbeten från den tiden märks tre stycken Luthermedaljer som nu finns vid Landesgewerbemuseum i Stuttgart och i Luther-Halle i Wittenberg som han utförde till det 400-åriga reformationsjubileet 1917.
Erhardt var verksam i Sverige sedan 1932 först som elev vid Konsthögskolan 1932–1939 där han studerade för Olle Hjortzberg, Otte Sköld och Isaac Grünewald. Han var dessutom privatelev till Grünewald fram till dennes död. Tyngdpunkten i Erhardts svenska medaljproduktion utgöres av en serie medaljer utförda 1932–1943 över Gustav II Adolf. Den består av 48 delar och varje sida gjuten i endast ett exemplar, dessa ställdes ut i sin helhet på Kungliga myntkabinettet 1934. Av Erhardts övriga sparsamma produktion märks medaljen över godsägaren O. Wibom 1936–1937, tio medaljer över Isaac Grünewald 1939, medaljen över Olle Hjortzberg 1941 samt en dopskål till Avesta kyrka.